# Phare de Cacilhas
Le phare de Cacilhas est un ancien phare situé dans la freguesia de Cacilhas de la municipalité d'Almada, dans le district de Setúbal (Région de Lisbonne-et-Val-de-Tage au Portugal).

## Histoire
C'est une tour cylindrique en fonte de 12 m de haut et de 1,27 m de diamètre, avec galerie et lanterne, peinte en rouge. Il est situé sur un quai, en bord du Tage.
Il a été désactivé en mai 1978 en raison de la reconstruction des installations portuaires de Cacilhas. En 1983 la Marine l'a transféré pour le phare de Serrata dans l'île de Terceira (Açores). Les résidents de Cacilhas ont protesté contre ce déplacement pendant de nombreuses années. Leur requête fut prise en compte après que le phare soit désactivé en 2004 et, en 2007, la Marine a consenti à le rendre. Le 18 juillet 2009 des cérémonies ont été tenues pour célébrer sa réinstallation.
Identifiant : ARLHS : POR082 ; PT-211 - Amirauté : D2127.15 - NGA : 3414 .
|                  |
| Port de Cacilhas |

|         |
| La Tour |

### Lien connexe
- Liste des phares du Portugal